# Питър Джеймс
Питър Джеймс (на английски: Peter John James) е британски писател на бестселъри в жанра трилър, филмов и ТВ продуцент.

## Биография и творчество
Питър Джеймс е роден на 22 август 1948 г. в Брайтън, Съсекс, Англия. Син на Джон Бърнет и Корнелия Джеймс, еврейска бежанка от Виена през 1938 г., по-късно се е грижила за облеклото на кралица Елизабет II. Живее 10 години в преустроено от бивш манастир и „обитавано от духове“ грузинско имение близо до Дитчлинг, Съсекс. Първата му работа е на 16 години като помощник на Джак Тинкър, тогава филмов критик на Brighton Evening Argus.
От ранна възраст мечтае да прави филми и да пише романи. Завършва училището Charterhouse и после учи филмово изкуство в Ravensbourne. Още в училище започва да пише криминални разкази (първият е Private Eye, 1965).
През 1970 г. започва работа в Канада като пише дневно по половин час телевизионна програма за предварително обучение на деца Polka Dot Door. Продължава с писането на програми за науката, особено за компютрите и изследването на космоса.
През 1971 г. основава своята филмова компания Quadrant Films, която става най-голямата независима компания за производство на игрални филм през 1970-те години в Канада. Работата му в компанията, като директор и продуцент от 1972 г. до 1977 г., включва писане на сценарии, продуциране, финансиране, производство и разпространение на филми, основно в Канада и САЩ. През 1979 г. продава дяловото си участие в компанията Quadrant Films. Същата година се жени за Джорджина Валери, която е адвокат. Двамата се развеждат през 1999 г.
От 1978 г. до 1985 г. е директор на компанията Yellowbill Ltd. През 1980 – 1985 г. купува правата на всичките романи за Biggles, и през 1986 г. филмът Biggles: Adventures in Time с участието на Питър Къшинг, Алекс Хайд-Уайт, и реж. Джон Хъф, излиза на екран, с кралска премиера в присъствието на принц Чарлз и принцеса Даяна.
През 1980 г. решава да отдели повече време за писателската си кариера. Първият му роман, шпионският трилър Dead Letter Drop е публикуван през 1981 г. Оттогава всяка година публикува поне по един нов роман, като разделя времето си между писането на романи и участието в няколко фирми, както и подготовка на филмови и ТВ продукции преди тяхното реализиране.
Произведенията му са свръхестествени и шпионски трилъри, които са научно обосновани в стил Майкъл Крайтън. Всичките му романи отразяват неговия дълбок интерес към света на полицията, като той прави задълбочени изследвания за криминологията, науката и паранормалното.
През 1993 г. Питър Джеймс е съосновател Pavilion Internet, един от първите доставчици на интернет услуги в Обединеното кралство, който е продадена на Easynet през 1998 г.
През 1994 г. в допълнение към конвенционалното печатно издание на романа Host, издателство Penguin го издава и на две дискети, което се счита като „първия електронен роман в света“. Авторът и издателите са яростно критикувани, но след две години идеята вече се възприема с подкрепата на Стив Джобс и Time Warner.
Заедно с продуцента и композитора Джеймс Симпсън (The Chicken Song), през 1997 г. основават компанията Ministry of Vision, която прави 10-серийния ТВ филм Hypnosex, 6-серийния ТВ филм Rose D'Or и 10-серийния ТВ филм Time Travellers. Питър Джеймс работи в компанията като продуцент.
През 2001 г. е съосновател на компанията Movision Entertainment и е бил неин изпълнителен директор до края на февруари 2005 г. С тази компания е бил изпълнителен продуцент на 13 филма с общ бюджет от 300 млн. долара.
През 2005 г. започва да пише серията трилъри за старши детектив Рой Грейс, който разследва най-ужасяващите престъпления. Серията бестселъри има значителен успех и отделните романи получават редица номинации и награди. Първият от тях е подготвен за филмова реализация.
През 2005 г. продуцираният от Питър Джеймс (Movision Entertainment) филм „Венецианският търговец“ (Ал Пачино, Джеръми Айрънс и Джоузеф Файнс) получава номинация за наградите БАФТА за най-добър дизайн на костюми, а през 2006 г. печели „Сребърна лента“ за най-добър дизайн на продукция (Migliore Scenografia) от Италианския национален синдикат на филмовите журналисти.
През 2010 – 2011 г. Питър Джеймс, заедно с още 25 автори (Сандра Браун, Матю Пърл, Джефри Дивър и др., с предговор от Дейвид Балдачи) участва в уникален литературен експеримент и заедно създават романа „Няма покой за мъртвите“.
През 2009 г. става „доктор хонорис кауза“ на Университета в Брайтън за неговия принос към изкуството и статута, културата и инфраструктурата на Брайтън и Хоув.
На 3 април 2011 г. става председател на Асоциацията на писателите на криминални романи и е преизбран за втори мандат като зам-председател през 2012 г.
Питър Джеймс е световноизвестен писател, който е публикуван на над 35 езика и в много милиона екземпляри по целия свят.
Днес Питър Джеймс разделя живота си между старата си викторианска къща близо до Брайтън, Съсекс, където гледа своите кучета, и апартамента си в Нотинг Хил, Лондон. Непрекъснато посещава писателски конференции и литературни фестивали. Фанатичен привърженик на бързите коли, той е собственик на много бързи коли през годините, включително Aston Martin Vanquish, AMG и Brabus Mercedes, Bentley Speed и две класически E-Type Jaguars. Той притежава международен лиценз за състезания, и понякога се състезава в серията за туристически автомобили Britcar. Всеки ден поддържа формата си чрез бягане и понякога играе голф.
Участва в много нестопански благотворителни организации. Член е на Организацията за превенция на престъпността на Съсекс (награден е от полицията на Съсекс за изключителен принос през 2012 г.), член е на Приятелите на библиотеката на Сийфорд, вицепрезидент на Стария полицейски музей в Брайтън, резидент на Университета в Брайтън и др.

## Произведения

### Самостоятелни романи
- Dead Letter Drop (1981)
- Atom Bomb Angel (1982)
- Billionaire (1983)
- Traveling Man (1984)
- Down Under (1985)
- Biggles: The Untold Story (1986)
- Possession (1988)
Обсебване, изд. „Свят“ София (1993), прев. Иванка Томова
- Dreamer (1989)
- Sweet Heart (1990)
- Twilight (1991)
- Prophecy (1992)
Предсказание, изд. „Силует Хермит“ София (1993), прев. Кристин Димитрова, Владимир Трендафилов
- Host (1993)
- Ancient Inventions (1994)
- Alchemist (1995) – номинация на British Fantasy Society за най-добър роман на 1995 г.
- Getting Wired (1996
- The Truth (1997)
Цената на истината, изд.: ИК „Компас“, Варна (1998), прев. Димитър Добрев
- Denial (1998)
Ожесточено, изд.: ИК „Колибри“, София (1999), прев. Савина Манолова
- Faith (2000)
- The Perfect Murder (2010) – награда Quick Reads Readers' Favourite 2011 г.
- No Rest for the Dead (2011) – с Джеф Линдзи, Лори Армстронг, Дейвид Балдачи, Диана Габалдон, Томас Кук, Джефри Дивър, Фей Келерман, Андрю Гъли, Ламия Гули, Лайза Скоталайн, Джудит Джанс, Тес Геритсън, Реймънд Хури, Джон Лескроарт, Филип Марголин, Гейл Линдс, Алегзандър Маккол Смит, Сандра Браун, Майкъл Палмър, T. Джеферсън Паркър, Матю Пърл, Кати Райкс, Маркъс Сейки, Джонатан Сантлоуфър, Джеф Абът, Робърт Лоурънс Стайн и Марша Тали
Няма покой за мъртвите, изд.: ИК „Обсидиан“, София (2011), прев. Боян Дамянов
- Perfect People (2011)
- Absolute Proof (2018)
Абсолютното доказателство, изд. „Про Буук“ София (2019), прев. Боряна Даракчиева
- I Follow You (2020)

### Поредица „Детектив Рой Грейс“
1. Dead Simple (2005) – награда Coeur Noir и Polar International
Убийствено просто, изд.: ИК „Прозорец“, София (2009), прев. Петя Петкова
2. Looking Good Dead (2006) – номинация на BCA Crime Thriller за най-добър роман на 2007 г.
Стоп кадър, изд.: ИК „Прозорец“, София (2009), прев. Петя Петкова
3. Not Dead Enough (2007)
Недостатъчно мъртъв, изд.: ИК „Прозорец“, София (2008), прев. Лидия Шведова
4. Dead Man's Footsteps (2008)
По стъпките на мъртвеца, изд.: ИК „Прозорец“, София (2009), прев. Лидия Шведова
5. Dead Tomorrow (2009) – номиниран за награда Sounds of Crime 2010 г.
6. Dead Like You (2010) – награда Sounds of Crime 2011 г. за най-добре написан роман
Мъртва като теб, изд. „Про Буук“ София (2013), прев. Боряна Борисова
7. Dead Man's Grip (2011) – награда „Бари“ за най-добър роман 2012 г.
8. Not Dead Yet (2012)
Все още жив, изд.: ИК „Бард“, София (2018), прев. Венцислав Божилов
9. Dead Mans Time (2013)
10. W# ant You Dead (2014)
11. You Are Dead (2015)
12. Love You Dead (2016)
Обичам те мъртъв, изд.: ИК „Бард“, София (2017), прев. Венцислав Божилов
13. Need You Dead (2017)
14. Dead If You Don't (2018)
15. Dead at First Sight (2019)
16. Find Them Dead (2020)
17. Left You Dead (2021)
18. Picture You Dead (2022)
19. Stop Them Dead (2023)

новели към поредицата
- In the Nick of Time (2014) – с Иън Ранкин

### Поредица „Студен хълм“ (Cold Hill)
1. The House on Cold Hill (2013)
2. The Secret of Cold Hill (2019)

### Новели
- Christmas is for the Kids (2011)

### Разкази
- Propellor (1992)
- Virtually Alive (1995)
- One Extra for Dinner (1997)

### Филмография
- 1971 The Corpse Grinders (изпълнителен продуцент)
- 1972 Blood Orgy of the She-Devils (изпълнителен продуцент)
- 1972 Under Milk Wood (изпълнителен продуцент)
- 1972 Dead of Night (продуцент)
- 1973 Blueblood (изпълнителен продуцент)
- 1973 Children Shouldn't Play with Dead Things (изпълнителен продуцент)
- 1973 The Blockhouse (изпълнителен продуцент)
- 1974 Deranged: Confessions of a Necrophile (изпълнителен продуцент)
- 1974 Sunday in the Country (изпълнителен продуцент)
- 1975 It Seemed Like a Good Idea at the Time (изпълнителен продуцент)
- 1975 They Came from Within (изпълнителен продуцент)
- 1976 Spanish Fly (сценарист и продуцент)
- 1976 Find the Lady (изпълнителен продуцент)
- 1986 Biggles: Adventures in Time (съпродуцент)
- 1995 Prophecy – ТВ серия в сериала Chiller по романа „Предсказание“
- 1998 Host – ТВ филм по романа Host
- 1999 The Alchemists – ТВ филм по романа Alchemist
- 2003 Jericho Mansions (изпълнителен продуцент)
- 2003 Bedsitcom (ТВ серии, сценарист)
- 2004 A Different Loyalty (изпълнителен продуцент)
- 2004 The Merchant of Venice (изпълнителен продуцент)
- 2004 Head in the Clouds (изпълнителен съпродуцент)
- 2004 The Bridge of San Luis Rey (изпълнителен продуцент)
- 2005 The Last Sign (изпълнителен продуцент)
- 2005 Bailey's Billion$ (изпълнителен продуцент)
- 2005 Guy X (изпълнителен продуцент)
- 2005 Beowulf & Grendel (изпълнителен продуцент)
- 2005 The River King (изпълнителен продуцент)
- 2006 Perfect Creature (изпълнителен продуцент)
- ???? Dead Simple (продуцент) – по романа „Убийствено просто“